# Players Championship
Il Players Championship è un torneo professionistico di snooker, valido per il Ranking, che si è disputato tra il 2017 e il 2018 a Llandudno, in Galles nel 2019 a Preston, nel 2020 a Southport, nel 2021 a Milton Keynes e dal 2022 a Wolverhampton, in Inghilterra.

## Regolamento
Per partecipare i giocatori devono essere classificati tra i primi 16 nella classifica che comprende solo i punti accumulati dal primo torneo della stagione a quello che precede questo senza considerare i Non-Ranking.

## Storia
Prima della creazione del Players Championship, nel Main Tour dal 2011 al 2016 esisteva già una competizione con formula simile: dopo una serie di eventi durante la stagione, i primi 32 giocatori che avevano guadagnato di più partecipavano ad un torneo chiamato Players Tour Championship Finals.
Dopo che quest'ultimo è stato cancellato, nel 2017 il Players Championship entra a far parte del calendario dei professionisti a Llandudno in Galles, con vittoria di Judd Trump su Marco Fu. Nel 2018 e nel 2019 vince Ronnie O'Sullivan rispettivamente contro Shaun Murphy e Neil Robertson per 10-4 in entrambe le volte; nell'ultimo frame della finale dell'edizione 2019 l'inglese conquista il suo 1.000° "centone" in carriera, ricevendo una grande ovazione dal pubblico.
Nel 2020 Judd Trump conquista il suo secondo successo battendo Yan Bingtao. In questa edizione manca a difendere i due titoli Ronnie O'Sullivan che non si qualifica dato il suo 18º posto nella classifica stagionale prima dell'inizio del torneo.
Il torneo fa parte della Coral Cup insieme al World Grand Prix e al Tour Championship.

## Albo d'oro
| Edizione | Vincitore         | Finalista         | Risultato | Stagione  | Città         | Impianto                                | Tipologia | Note   |
| -------- | ----------------- | ----------------- | --------- | --------- | ------------- | --------------------------------------- | --------- | ------ |
| 2017     | Judd Trump        | Marco Fu          | 10 - 8    | 2016-2017 | Llandudno     | Venue Cymru                             | Ranking   | [ 9 ]  |
| 2018     | Ronnie O'Sullivan | Shaun Murphy      | 10 - 4    | 2017-2018 | Llandudno     | Venue Cymru                             | Ranking   | [ 3 ]  |
| 2019     | Ronnie O'Sullivan | Neil Robertson    | 10 - 4    | 2018-2019 | Preston       | Preston Guild Hall                      | Ranking   | [ 4 ]  |
| 2020     | Judd Trump        | Yan Bingtao       | 10 - 4    | 2019-2020 | Southport     | Southport Theatre and Convention Centre | Ranking   | [ 7 ]  |
| 2021     | John Higgins      | Ronnie O'Sullivan | 10 - 3    | 2020-2021 | Milton Keynes | Marshall Arena                          | Ranking   | [ 10 ] |
| 2022     | Neil Robertson    | Barry Hawkins     | 10 - 5    | 2021-2022 | Wolverhampton | Aldersley Arena                         | Ranking   | [ 11 ] |
| 2023     | Shaun Murphy      | Ali Carter        | 10 - 4    | 2022-2023 | Wolverhampton | Aldersley Arena                         | Ranking   |        |

## Statistiche

### Finalisti
| Giocatore         | Vittorie | Finali perse | Totale |
| ----------------- | -------- | ------------ | ------ |
| Ronnie O'Sullivan | 2        | 1            | 3      |
| Judd Trump        | 2        | 0            | 2      |
| Neil Robertson    | 1        | 1            | 2      |
| John Higgins      | 1        | 0            | 1      |
| Shaun Murphy      | 1        | 1            | 2      |
| Marco Fu          | 0        | 1            | 1      |
| Ali Carter        | 0        | 1            | 1      |
| Yan Bingtao       | 0        | 1            | 1      |
| Barry Hawkins     | 0        | 1            | 1      |

### Finalisti per nazione
| Nazione     | Vittorie | Finali perse | Totale |
| ----------- | -------- | ------------ | ------ |
| Inghilterra | 5        | 4            | 9      |
| Australia   | 1        | 1            | 2      |
| Scozia      | 1        | 0            | 1      |
| Hong Kong   | 0        | 1            | 1      |
| Cina        | 0        | 1            | 1      |

- Vincitore più giovane: Judd Trump (28 anni, 2017)
- Vincitore più anziano: John Higgins (46 anni, 2021)

### Century break
| Edizione | Century break | Miglior break           |
| -------- | ------------- | ----------------------- |
| 2017     | 18            | Judd Trump (136)        |
| 2018     | 28            | Ronnie O'Sullivan (143) |
| 2019     | 24            | Neil Robertson (140)    |
| 2020     | 18            | Neil Robertson (140)    |
| 2021     | 30            | Ronnie O'Sullivan (144) |
| 2022     | 25            | Kyren Wilson (141)      |

### Montepremi
| Edizione | Montepremi |
| -------- | ---------- |
| 2017     | £380000    |
| 2018     | £380000    |
| 2019     | £380000    |
| 2020     | £385000    |
| 2021     | £385000    |
| 2022     | £385000    |

### Sponsor
| Edizione | Sponsor   |
| -------- | --------- |
| 2017     | Ladbrokes |
| 2018     | Ladbrokes |
| 2019     | Coral     |
| 2020     | Coral     |
| 2021     | Cazoo     |
| 2022     | Cazoo     |